# Sardana de l'Any 2006
La Sardana de l'Any 2006 fou la divuitena edició del concurs de Sardana de l'Any, que organitzà la Federació Sardanista de Catalunya en col·laboració puntual amb Ràdio Cornellà i el seu programa Nostra Dansa. La sardana guanyadora fou Essència d'aplec d'Enric Ortí, amb 289 vots, el 21 per cent dels vots emesos pel públic que va omplir de gom a gom la sala de l'Auditori de Cornellà de Llobregat el 26 de maig de 2007. Les interpretacions de les sardanes les feren les cobles La Principal del Llobregat i Jovenívola de Sabadell.

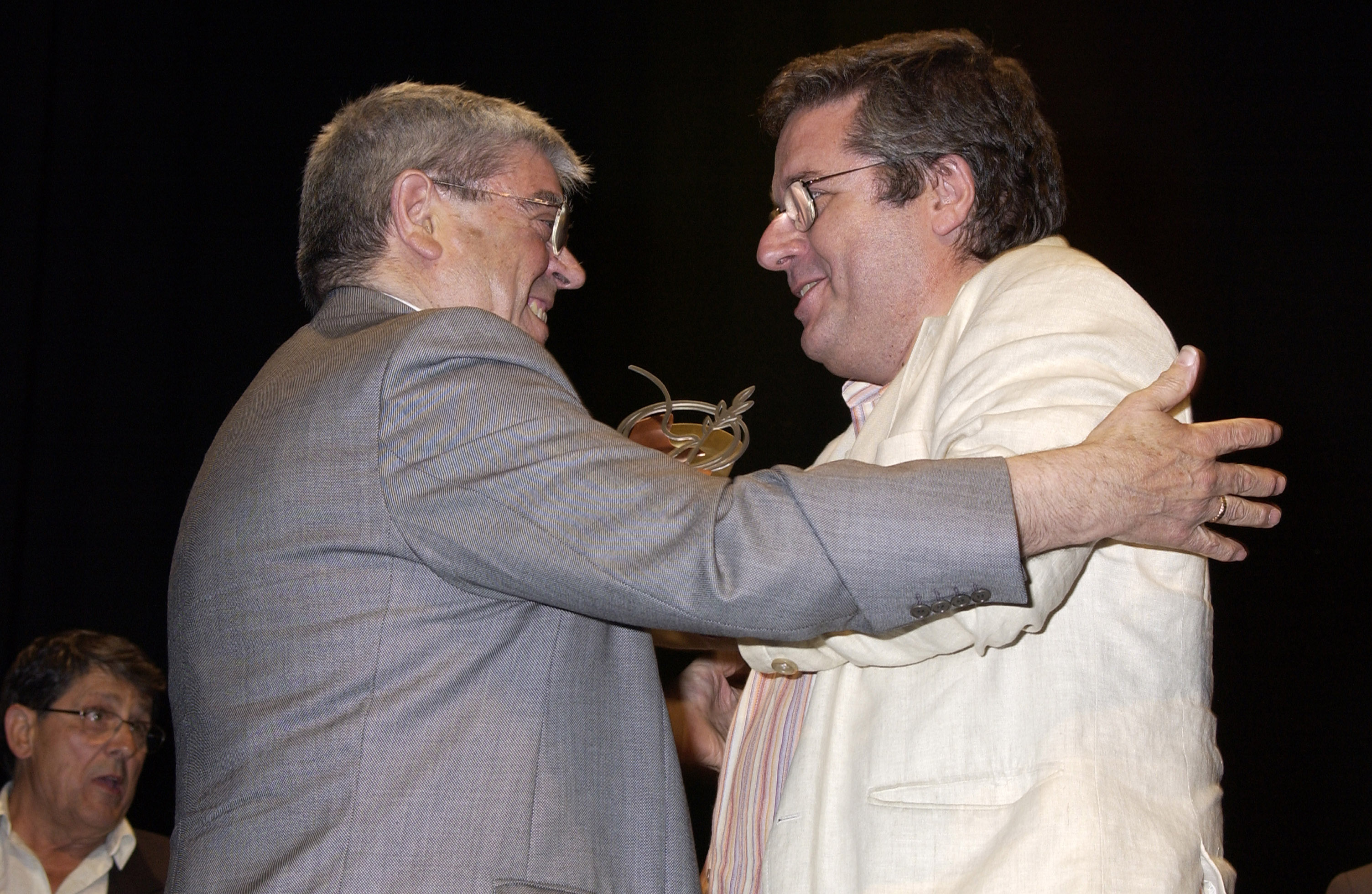
Jesús Ventura rebent el premi Federació

Essència d'aplec va ser escrita pel primer tenora de la Jovenívola de Sabadell Enric Ortí dedicada a l'aplec de Santa Perpètua de Mogoda. Els dos accèssits a aquest títol de popularitat els van obtenir Jordi Paulí, per la sardana titulada Mariona, i Joaquim Soms, autor de la sardana que porta per títol Camèlia.
Al costat de les tres sardanes que ostentaren la màxima popularitat de totes les estrenades al llarg de 2006, a Cornellà de Llobregat també es va atorgar el Trofeu Federació instituït com a premi de la crítica a partir de la valoració de les 80 sardanes del certamen feta pels responsables dels programes de les 31 emissores de ràdio que han pres part en les successives fases eliminatòries d'aquesta edició. En aquesta edició el Trofeu Federació de La Sardana de l'Any va ser per Violetes de Jesús Ventura.
En el concert de cloenda de La Sardana de l'Any es va dedicar un record a quatre compositors de sardanes dels quals s'esqueia el centenari del seu naixement: Joaquim Serra i Corominas, Josep Grivé, Domènec Moner i el cornellanenc Jaume Vilà i Mèlich Javimel.

## Final
| Pos | Sardana          | Compositor    | Vots | Premi                      |
| --- | ---------------- | ------------- | ---- | -------------------------- |
| 1   | Essència d'aplec | Enric Ortí    | 289  | Guanyador Sardana de l'Any |
| 2   | Mariona          | Jordi Paulí   | 197  | Primer accèssit            |
| 3   | Camèlia          | Joaquim Soms  | 136  | Segon accèssit             |
|     | Violetes         | Jesús Ventura |      | Trofeu Federació           |

## Semifinals

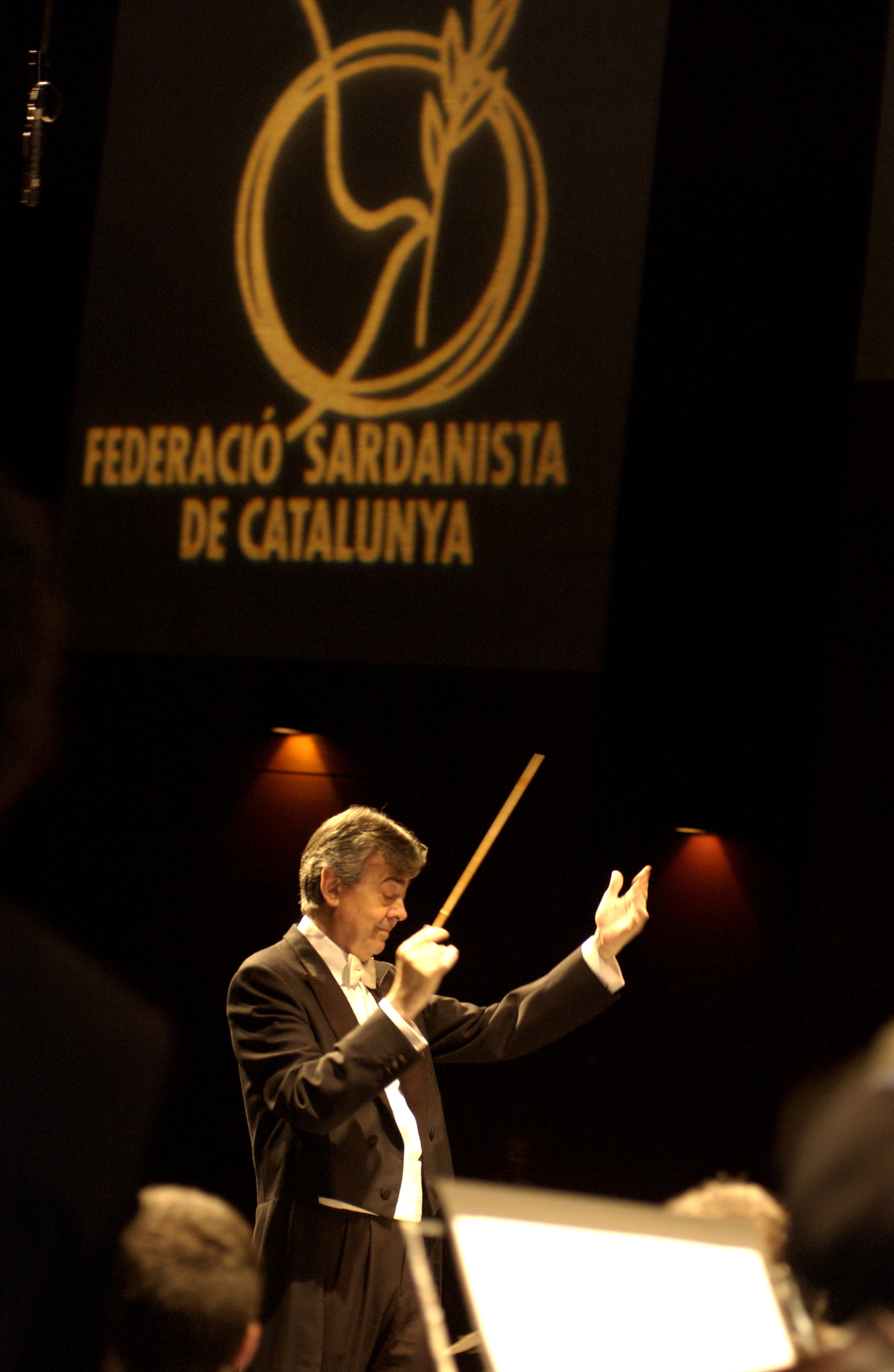
Jordi León dirigint les dues cobles el dia del lliurament dels premis

| Semifinal | Data                              | Sardana                           | Compositor           | Vots |
| --------- | --------------------------------- | --------------------------------- | -------------------- | ---- |
| 1         | 3 /4 de març de 2007              | Mariona                           | Jordi Paulí          | 913  |
| 1         | 3 /4 de març de 2007              | 50 aplecs de Gràcia               | Jordi Paulí          | 177  |
| 2         | 10 / 11 de març de 2007           | Per la llibertat                  | Xavier Forcada       | 495  |
| 2         | 10 / 11 de març de 2007           | Estimat Miquel                    | Carles Santiago      | 474  |
| 3         | 17 / 18 de març de 2007           | El meu amic Narcís                | Joan Puig            | 518  |
| 3         | 17 / 18 de març de 2007           | Violetes                          | Jesús Ventura        | 469  |
| 4         | 24 /25 de març de 2007            | Cordialment                       | Joan Làzaro          | 403  |
| 4         | 24 /25 de març de 2007            | Complicitats de tardor            | Joan Làzaro          | 308  |
| 5         | 31 de març de / 1 d'abril de 2007 | Sentiments de joventut            | Albert Font          | 459  |
| 5         | 31 de març de / 1 d'abril de 2007 | Companys                          | David Estañol        | 370  |
| 6         | 14 / 15 d'abril de 2007           | Essència d'aplec                  | Enric Ortí           | 573  |
| 6         | 14 / 15 d'abril de 2007           | Enyorança i plenitud              | Max Havart           | 381  |
| 7         | 21 / 22 d'abril de 2007           | Del moll a l'arbreda              | Josep Cassú          | 543  |
| 7         | 21 / 22 d'abril de 2007           | Dibuixant il·lusions              | Alfred Abad          | 541  |
| 8         | 28 / 29 d'abril de 2007           | Camèlia                           | Joaquim Soms         | 349  |
| 8         | 28 / 29 d'abril de 2007           | Joiosa vila d'Amer                | Josep Solà           | 263  |
| 9         | 5 / 6 de maig de 2007             | El nen de Corts                   | Lluís Pujals         | 381  |
| 9         | 5 / 6 de maig de 2007             | Present d'aniversari              | Jordi Molina         | 320  |
| 10        | 12 / 13 de maig de 2007           | Ripoll et recorda                 | Maria Teresa Monclús | 448  |
| 10        | 12 / 13 de maig de 2007           | Tiet Ferriol, l'últim rossinyolet | Marc Timón           | 328  |

## Eliminatòries
| Eliminatòria | Data                                    | Sardana                           | Compositor          | Vots |
| ------------ | --------------------------------------- | --------------------------------- | ------------------- | ---- |
| 1            | 23 / 24 de setembre de 2006             | Complicitats de tardor            | Joan Làzaro         | 218  |
| 1            | 23 / 24 de setembre de 2006             | Als bons amics                    | Josep Bosch         | 120  |
| 1            | 23 / 24 de setembre de 2006             | Parc Pompeu Fabra                 | Max Havart          | 102  |
| 1            | 23 / 24 de setembre de 2006             | Recordant Cardedeu                | Albert Carbonell    | 91   |
| 2            | 30 de setembre de / 1 d'octubre de 2006 | Violetes                          | Jesús Ventura       | 206  |
| 2            | 30 de setembre de / 1 d'octubre de 2006 | Un ram de 60 violetes             | Francesc Teixidó    | 135  |
| 2            | 30 de setembre de / 1 d'octubre de 2006 | Aurora promesa                    | Francesc Cassú      | 115  |
| 2            | 30 de setembre de / 1 d'octubre de 2006 | Santpàulia                        | Víctor Cordero      | 78   |
| 3            | 7 / 8 d'octubre de 2006                 | Per la llibertat                  | Xavier Forcada      | 231  |
| 3            | 7 / 8 d'octubre de 2006                 | El diable del Montseny            | Carles Rovira       | 164  |
| 3            | 7 / 8 d'octubre de 2006                 | Lluita per la Llibertat           | Jordi Feliu         | 110  |
| 3            | 7 / 8 d'octubre de 2006                 | El mas Moragues                   | Salvador Coll       | 89   |
| 4            | 14 / 15 d'octubre de 2006               | El meu amic Narcís                | Joan Puig           | 197  |
| 4            | 14 / 15 d'octubre de 2006               | 25 anys de continuïtat            | Jordi Molina        | 173  |
| 4            | 14 / 15 d'octubre de 2006               | Una abraçada, Caldes              | Miquel Tudela       | 106  |
| 4            | 14 / 15 d'octubre de 2006               | Vent del Pla                      | Joan Lluís Moraleda | 74   |
| 5            | 21 / 22 d'octubre de 2006               | Essència d'aplec                  | Enric Ortí          | 335  |
| 5            | 21 / 22 d'octubre de 2006               | Il·lusió                          | Lluís Alcalà        | 240  |
| 5            | 21 / 22 d'octubre de 2006               | 25 anys de pubillatge             | Albert Font         | 147  |
| 5            | 21 / 22 d'octubre de 2006               | A la iaia petita                  | Josep Antoni López  | 119  |
| 6            | 28 / 29 d'octubre de 2006               | Un esclat d'il·lusions            | Dolors Viladrich    | 249  |
| 6            | 28 / 29 d'octubre de 2006               | Sentiments de joventut            | Albert Font         | 257  |
| 6            | 28 / 29 d'octubre de 2006               | A l'amic Pere                     | Josep Navarro       | 155  |
| 6            | 28 / 29 d'octubre de 2006               | Esparreguera ciutat pubilla       | Carles Sagarra      | 136  |
| 7            | 4 / 5 de novembre de 2006               | Del moll a l'arbreda              | Josep Cassú         | 296  |
| 7            | 4 / 5 de novembre de 2006               | Colla Laietans                    | Carles Santiago     | 291  |
| 7            | 4 / 5 de novembre de 2006               | Felicitats, Jaume                 | Jaume Cristau       | 85   |
| 7            | 4 / 5 de novembre de 2006               | La claca                          | Josep Solà          | 148  |
| 8            | 11 / 12 de novembre de 2006             | Companys                          | David Estañol       | 228  |
| 8            | 11 / 12 de novembre de 2006             | Sota l'om de Masarbonès           | Agustí Cohí         | 136  |
| 8            | 11 / 12 de novembre de 2006             | Dalt la vila                      | Tomàs Gil           | 135  |
| 8            | 11 / 12 de novembre de 2006             | Eixerida                          | Jordi Morral        | 76   |
| 9            | 18 / 19 de novembre de 2006             | 50 aplecs de Gràcia               | Jordi Paulí         | 332  |
| 9            | 18 / 19 de novembre de 2006             | Aniversajant                      | Xavier Piñol        | 250  |
| 9            | 18 / 19 de novembre de 2006             | Les cassoles de Sils              | Esteve Palet Mir    | 132  |
| 9            | 18 / 19 de novembre de 2006             | Poble de Sils                     | Esteve Palet Ribas  | 121  |
| 10           | 25 / 26 de novembre de 2006             | Estimat Miquel                    | Carles Santiago     | 399  |
| 10           | 25 / 26 de novembre de 2006             | Implícits                         | Isaac Vilanova      | 178  |
| 10           | 25 / 26 de novembre de 2006             | Dos clavells terrassencs          | Tomàs Gil           | 173  |
| 10           | 25 / 26 de novembre de 2006             | Princeseta Clara                  | Pepita Llunell      | 152  |
| 11           | 2 / 3 de desembre de 2006               | Mariona                           | Jordi Paulí         | 425  |
| 11           | 2 / 3 de desembre de 2006               | Matins de ràdio                   | Alfred Abad         | 246  |
| 11           | 2 / 3 de desembre de 2006               | Cim d'Estela 50 anys              | Josep Farràs        | 220  |
| 11           | 2 / 3 de desembre de 2006               | En Jaume de la Roda               | Jordi Feliu         | 111  |
| 12           | 9 / 10 de desembre de 2006              | El nen de Cors                    | Lluís Pujals        | 195  |
| 12           | 9 / 10 de desembre de 2006              | Rafela                            | Joaquim Serra Riera | 159  |
| 12           | 9 / 10 de desembre de 2006              | La font de la Filosa              | Daniel Gasulla      | 137  |
| 12           | 9 / 10 de desembre de 2006              | Les galtes de Can Bernat          | Agustí Pedrico      | 97   |
| 13           | 16 /17 de desembre de 2006              | Tiet Ferriol, l'últim rossinyolet | Marc Timón          | 172  |
| 13           | 16 /17 de desembre de 2006              | Trencant el gel                   | Josep Vilà          | 146  |
| 13           | 16 /17 de desembre de 2006              | Xamosa Claudia                    | Jaume Cristau       | 135  |
| 13           | 16 /17 de desembre de 2006              | Una pinzellada en blau            | Joan Josep Blay     | 85   |
| 14           | 13 / 14 de gener de 2007                | Cordialment                       | Joan Làzaro         | 222  |
| 14           | 13 / 14 de gener de 2007                | En Lluís i la Benita              | Sigfrid Galvany     | 172  |
| 14           | 13 / 14 de gener de 2007                | La Rosa alegre                    | Antoni Mas Bou      | 103  |
| 14           | 13 / 14 de gener de 2007                | Cabrianes                         | Jaume Riu           | 77   |
| 15           | 20 / 21 de gener de 2007                | Dibuixant il·lusions              | Alfred Abad         | 412  |
| 15           | 20 / 21 de gener de 2007                | Ciutat centenària                 | Lluís Pujals        | 188  |
| 15           | 20 / 21 de gener de 2007                | Altafulla                         | Isabel Medina       | 102  |
| 15           | 20 / 21 de gener de 2007                | Els gegants de l'Agrupació        | Marcel Casellas     | 71   |
| 16           | 27 / 28 de gener de 2007                | Enyorança i plenitud              | Max Havart          | 210  |
| 16           | 27 / 28 de gener de 2007                | Sant Quirze sardanista            | Josep Antoni López  | 134  |
| 16           | 27 / 28 de gener de 2007                | Bella Antònia                     | Daniel Gasulla      | 129  |
| 16           | 27 / 28 de gener de 2007                | El gorg negre                     | Josep Prenafeta     | 76   |
| 17           | 3 / 4 de febrer de 2007                 | Present d'aniversari              | Jordi Molina        | 202  |
| 17           | 3 / 4 de febrer de 2007                 | Estimada Marta                    | Pepita Llunell      | 189  |
| 17           | 3 / 4 de febrer de 2007                 | A la Sandra Borrell               | Marc Mas            | 160  |
| 17           | 3 / 4 de febrer de 2007                 | Confidències de la boira          | Joan-Jordi Lara     | 156  |
| 18           | 10 / 11 de febrer de 2007               | Joiosa vila d'Amer                | Josep Solà          | 219  |
| 18           | 10 / 11 de febrer de 2007               | Un dia important                  | Núria Garcia        | 142  |
| 18           | 10 / 11 de febrer de 2007               | Amerats d'emoció                  | Francesc Teixidó    | 131  |
| 18           | 10 / 11 de febrer de 2007               | Tan sols a un pas                 | Carles Martí        | 123  |
| 19           | 17 / 18 de febrer de 2007               | Camèlia                           | Joaquim Soms        | 575  |
| 19           | 17 / 18 de febrer de 2007               | Un nou horitzó                    | Lluís Alcalà        | 231  |
| 19           | 17 / 18 de febrer de 2007               | 30 anys caminnat junts            | Josep Bosch         | 186  |
| 19           | 17 / 18 de febrer de 2007               | A dojo                            | Jeroni Velasco      | 175  |
| 20           | 24 / 25 de febrer de 2007               | Ripoll et recorda                 | Mª Teresa Monclús   | 280  |
| 20           | 24 / 25 de febrer de 2007               | Raquel i Jordi                    | Josep Clavé         | 212  |
| 20           | 24 / 25 de febrer de 2007               | L'Èric i l'Alba de Castellfollit  | Marc Timón          | 182  |
| 20           | 24 / 25 de febrer de 2007               | Tardoral                          | Jordi Castellà      | 73   |